# أنا قلبي إليك ميال
أنا قلبي إليك ميال  أغنية من ألحان محمد الموجي ومن كلمات مرسي جميل عزيز  وغناء فايزة أحمد، والأغنية من مقام الراست  ومدتها 7:55 دقيقة. صدرت الأغنية عام 1959 ونالت الأغنية نجاحاً كبيراً وغناها الكثير من الفنانيين.

## خلفية الأغنية
وقعت فايزة أحمد في مشكلة مع زوجها الأول (لم تذكر فايزة أحمد اسم هذا الشاب) عندما حملت في مولودتها الأولى "غادة" ورفض الزوج الشاب أن يستمر هذا الحمل لعدم استعداده لتربية الأطفال. طلب الزوج التخلص من الحمل وهدد فايزة بالطلاق، وهكذا سافرت الزوجة الحامل من دمشق إلى القاهرة، وتقدمت للإذاعة المصرية، وقامت بأداء اختبار أمام لجنة من قسم الموسيقى بالإذاعة. غنت فايزة للجنة بعض الموشحات والأغاني واجتازت الامتحان بتفوق، لذلك عهدوا إليها بأغنيات لكبار الملحنين في مصر ومنهم زكريا أحمد، وأحمد صدقى وكمال الطويل ومحمد الموجى وغيرهم، وأكدت فايزة أحمد أنها غنت كل الأغانى باجتهاد لكنها لم تحقق النجاح الكبير إلا عندما غنت أغنية "أنا قلبى إليك ميال" وغنتها هى بإحساس مختلف، حيث وجدت في كلمات الأغنية خير تعبير عن حالها، مؤكدة أن بطل الأغنية لم يكن رجلاً في خيالها بل كان هذا الجنين الذي يتحرك في أحشائها، والذي كان وقت تسجيل الأغنية في شهره السابع. عادت فايزة إلى دمشق وهى تظن أن الأمور قد هدأت وأن زوجها تراجع عن رأيه ولكنها فوجئت بتمسكه بموقفه، فوقع الطلاق بينهما، وبعد أشهر وضعت مولودها وكانت الطفلة "غادة" التي توفت في عمر 5 أشهر وكانت مأساة كبيرة في حياة فايزة أحمد وقررت العودة إلى القاهرة لتستأنف مشوارها الفني. وقالت فايزة أن الموجي ومرسى جميل عزيز شعرا بما كانت فيه من أحزان وعبرا عن حالها في أغنية "أنا قلبى إليك ميال".
كان الملحن "فؤاد حلمي" قد لحن لفايزة أحمد أغنية "بتسأل ليه علي" ونجح اللحن، وبدأ في تلحين "أنا قلبي إليك ميال"، وعرض الأغنية على محمد حسن الشجاعي (المشرف على مراقبة الموسيقى والغناء في الإذاعة) الذي حملها إلى عازف الكمان "عبد الفتاح خيري" (زوج فايزة أحمد في ذلك الوقت) والذي طلب منها غناء لحن فؤاد حلمي ولكنها رفضت وطلبت أن يكون ملحن "أنا قلبي إليك ميال" هو محمد الموجي. كان هذا الرفض وما تبعه من خلافات بين الزوجين: المغنية الشهيرة وعازف الكمان المتواضع سبباً في الطلاق، ولحن الموجي الأغنية لتصبح من أشهر أغاني فايزة أحمد التي وصفها محمد عبد الوهاب بأنها "الكريستال المكسور" وأطلق عليها الشاعر كامل الشناوي لقب "كروانة الشرق" وقالت أم كلثوم إن صوت فايزة هو الصوت النسائي الوحيد الذي تطرب له.
كانت "أنا قلبي إليك ميال" واحدة من أسباب الخلاف بين محمد الموجي وزوجته في ذلك الوقت المطربة أحلام. أرتبط محمد الموجي بالمطربة أحلام عام 1957 وكان الزوج الثاني في حياة أحلام، ورغم أن الزواج تم على اتفاق وتفاهم إلا أنه لم يدم طويلاً، بسبب حبها الشديد للموجي ومحاولتها الاستحواذ، وكانت تتوقع منه أن تكون "أنا قلبي إليك ميال" من نصيبها.

## كلمات الأغنية
أنا قلبي إليك ميال ومافيش غيرك عالبال
انت وبس اللي حبيبي مهما يقولوا العزال
وبحبك قد عينيا حتى اكتر منها شويه
واسألها انت .. وحلفها على طول حتقول لك هي
انت وبس اللي حبيبي مهما يقولوا العزال
والدنيا انت بهجتها والبهجة انت فرحتها
والفرحة انت يا حبيبى حلاوتها و ابتسامتها
انت وبس اللي حبيبي مهما يقولوا العزال
ومليت الدنيا عليا ود.. وحب.. وحنيه
خليتنى أحب الدنيا طول أيامي و لياليا
انت وبس اللي حبيبي مهما يقولوا العزال 

## نسخ أخرى من الأغنية
قام كثير من المغنيين والمغنيات بتقديم نسخهم الخاصة من "أنا قلبي إليك ميال" وعلى رأسهم ملحن الأغنية نفسه، محمد الموجي، الذي قدمها على المسرح في بلاد عربية كثيرة مثل المغرب  والأردن، كما غناها في جلسات خاصة ويظهر في تسجيل قديم في التلفزيون المصري يغنيها بمصاحبة المغني ماهر العطار والمغنية مها صبري، وصدرت الأغنية بصوته ضمن ألبومات مختلفة.  
قدم الأغنية أيضا كل من: ميادة الحناوي – شيرين عبد الوهاب – نانسي عجرم - نادين – مي فاروق – وائل جسار – ذكرى – شانتال بيطار – يسرا سعوف – كارمن سليمان – رياض العمر – سعاد حسن – فيوليت سلامة – دينا عادل.
ظهرت توزيعات مختلفة لموسيقى "أنا قلبي إليك ميال" كما ظهرت تسجيلات موسيقية بطريقة "الكاريوكي" ليتمكن الهواة من غنائها.

## وصلات خارجية
https://www.youtube.com/watch?v=3rKtlbESuhs أنا قلبي إليك ميال
https://www.youtube.com/watch?v=PMynP3iNe1s أنا قلبي إليك ميال
https://www.youtube.com/watch?v=8xHYkB4NFyM أنا قلبي إليك ميال
https://www.youtube.com/watch?v=nAqUgH-nBzE أنا قلبي إليك ميال
https://www.youtube.com/watch?v=iuYh1qLoNAI أنا قلبي إليك ميال
https://www.youtube.com/watch?v=7f3aQlj5pOQ أنا قلبي إليك ميال
https://www.youtube.com/watch?v=0cKeQtvIw7g أنا قلبي إليك ميال
https://www.youtube.com/watch?v=aTrrUZErHSs أنا قلبي إليك ميال
https://www.youtube.com/watch?v=h7oMhdWRUh0 أنا قلبي إليك ميال
https://www.youtube.com/watch?v=FnNAjIlKDrY أنا قلبي إليك ميال
https://www.youtube.com/watch?v=Wn3o9KfzC7w&t=3s أنا قلبي إليك ميال
https://www.youtube.com/watch?v=zly34jjhqbY أنا قلبي إليك ميال
https://www.youtube.com/watch?v=g6mdbaYdCMw أنا قلبي إليك ميال
https://www.youtube.com/watch?v=sG99yOzxRTk أنا قلبي إليك ميال
https://www.youtube.com/watch?v=vES3QXQk5dQ أنا قلبي إليك ميال
https://www.youtube.com/watch?v=1vRdSLmkKno أنا قلبي إليك ميال
https://www.youtube.com/watch?v=AWlSaWgZoPM أنا قلبي إليك ميال